# Before Sunrise
Before Sunrise là một bộ phim lãng mạn của Mỹ ra mắt năm 1995 đạo diễn bởi Richard Linklater, viết kịch bản Linklater và Kim Krizan. Bộ phim theo chân Jesse,một chàng trai trẻ người Mỹ và Celine một cô gái người Pháp, họ gặp nhau trên cùng một chuyến tàu và sau đó cùng đáp bộ xuống thành phố Vienna. Họ dành một đêm bên nhau dạo quanh thành phố và tìm hiểu lẫn nhau.
Cốt truyện được xây dựng một cách tối giản, chỉ gồm chủ yếu những phân cảnh trong đó hai nhân vật chính đi dạo và trò chuyện với nhau và qua đó những quan điểm và cách nhìn nhận cuộc sống và tình yêu của hai nhân vật được mô tả một cách chi tiết. Jesse và Celine đều là những người lãng mạn nhưng trong khi Jesse che giấu bản thân dưới vỏ bọc hoài nghi thì Celine lại ẩn chứa những nỗi băn khoăn của riêng mình. Câu chuyện diễn ra chỉ trong một đêm ngắn ngủi nhưng sau đó đã trở nên khó quên trong tâm trí hai người và giúp họ thấu hiểu bản thân sâu sắc hơn theo cách mà bình thường họ không thể và nhất là khi ngay từ ban đầu họ đều dự định sẽ không bao giờ gặp lại nhau nữa.
Before Sunrise ra mắt và nhận được sự hoan nghênh nhiệt liệt từ giới phê bình. Hai nhân vật chính Jesse và Celine sau đó còn xuất hiện trong 3 bộ phim khác của Linklater bao gồm Waking Life (2001), Trước lúc hoàng hôn (2004)-kể câu chuyện 9 năm sau những sự kiện trong Before Sunrise và Trước lúc nửa đêm (2013) - kể tiếp câu chuyện 18 năm sau.

## Nội dung
Câu chuyện xảy ra vào ngày 16 tháng 6 năm 1994 trên chuyến tàu đi từ Budapest, nơi Jesse lần đầu tiên gặp gỡ Celine. Hai người đã trò chuyện và có những ấn tượng tốt đẹp ban đầu về nhau. Jesse dự định sẽ đáp tàu xuống Vienna và bắt máy bay trở về Mỹ trong khi Celine đang trên đường trở về Paris nơi cô đang theo học đại học sau khi đi thăm bà ngoại ở Budapest. Khi đoàn tàu dừng ở Vienna, Jesse thuyết phục Celine xuống tàu cùng mình bằng cách nói rằng cô hãy tưởng tượng 10, 20 năm sau khi cô đã lập gia đình và cảm thấy thất vọng với cuộc hôn nhân của mình, và cô sẽ bắt đầu nghĩ đến tất cả những chàng trai khác đã đi qua cuộc đời cô và câu chuyện có thể đã khác đi như thế nào nếu như cô đã lựa chọn một trong những chàng trai đó. Và đây chính là cơ hội cho Celine để thấy rằng tất cả bọn họ cũng đều "tẻ nhạt và chán chường" như nhau(theo lời Jesse:"the same boring, unmotivated guy."), và do đó cô sẽ cảm thấy hài lòng hơn với cuộc hôn nhân của mình. Jesse phải lên máy bay vào sáng sớm hôm sau và anh không có đủ tiền để ngủ qua đêm ở khách sạn nên anh và Celine quyết định sẽ dạo quanh thành phố Vienna suốt đêm.
Sau khi đi thăm thú một số địa điểm của thành phố Vienna, vào cuối buổi chiều khi đứng trên bánh xe Ferris của thành phố, dưới ánh hoàng hôn họ đã chia sẻ với nhau một nụ hôn và bắt đầu cảm thấy những tình cảm lãng mạn dành cho người kia. Sau đó, trong khi tiếp tục dạo chơi quanh thành phố họ bắt đầu nói chuyện một cách cởi mở hơn về rất nhiều chủ đề trải dài từ tình yêu, cuộc sống, tôn giáo cho đến những quan sát của họ về thành phố. Celine kể với Jesse rằng cô và bạn trai chia tay nhau 6 tháng trước và thừa nhận rằng cô đã từng yêu anh ta rất nhiều. Trong khi đó Jesse tiết lộ rằng thực ra ban đầu anh du lịch đến châu Âu là để đến thăm người bạn gái đang theo học ở Madrid. Và sau một vài ngày ở đó, cô gái thừa nhận với Jesse rằng mình không mong muốn anh sẽ đến đó. Hai người chia tay và Jesse đặt vé bay giá rẻ trở về nhà nhưng chuyến bay sẽ không cất cánh cho đến 2 tuần sau. Do vậy, anh mua một vé tàu Eurail và đi du lịch vòng quanh châu Âu trong khi chờ đợi.
Khi đang đi dạo bên bờ sông Danube, Jesse và Celine đã gặp một người đàn ông và thay vì xin tiền hai người anh ta đề nghị họ hãy chọn một từ và anh ta sẽ làm một bài thơ có chứa từ đó và hai người có thể trả anh ta tiền công nếu như họ thích bài thơ. Jesse và Celine chọn từ "Sữa khuấy"(Milkshake) và người đàn ông sau đó đọc cho họ nghe bài thơ Delusion Angel (viết bởi nhà thơ David Jewell dành riêng cho bộ phim). Tại một quán cà phê truyền thống ở Vienna, Celine nghĩ ra ý tưởng Jesse nên giả làm một người bạn gái của cô đang ở Paris. Và anh sẽ gọi điện thoại cho cô và cô sẽ kể cho "người bạn gái" về chuyện cô đã đáp tàu xuống Vienna với một anh chàng xa lạ người Mỹ và những suy nghĩ của cô dành cho anh chàng đó. Sau đó Celine cũng thực hiện ngược lại khi đóng vai một người bạn của Jesse và để anh nói lên suy nghĩ của mình về cô.
Jesse và Celine nhận ra họ đều dành cho nhau những tình cảm đặc biệt, và hai người đều hiểu rằng sau đêm nay họ có thể sẽ không bao giờ gặp lại nhau nữa. Nhưng Jesse và Celine quyết định sẽ tạm thời quên đi khoảng thời gian bên nhau ngắn ngủi còn lại và khiến cho khoảng thời gian đó trở nên đẹp đẽ một cách trọn vẹn nhất. Họ tiếp tục trò chuyện với nhau và buổi đêm kết thúc bằng phân cảnh hai người uống rượu và nằm bên nhau trên bãi cỏ trong công viên.
Sáng sớm hôm sau, khi chia tay Celine tại nhà ga tàu, hai người nhận ra họ đều mong muốn được gặp lại nhau. Họ hôn nhau thắm thiết và cùng hẹn sẽ trở lại Vienna ở chính nhà ga này sau 6 tháng nữa. Họ quyết định không trao nhau bất cứ thông tin liên lạc nào ngoài lời hẹn đó.

## Dàn diễn viên
- Ethan Hawke trong vai Jesse
- Julie Delpy trong vai Céline
- Eckert trong vai người vợ trên tàu
- Hanno Pöschl trong vai người chồng trên tàu
- Karl Bruckschwaiger trong vai chàng trai ở trên cầu
- Tex Rubinowitz trong vai chàng trai ở trên cầu
- Erni Mangold trong vai nưgời đọc chỉ tay
- Dominik Castell trong vai nhà thơ đường phố
- Haymon Maria Buttinger trong vai Nhân viên quầy ba
- Bilge Jeschim trong vai nghệ sĩ múa bụng
- Adam Goldberg (uncredited) trong vai người đàn ông ngủ trên tàu

## Quá trình sản xuất
Đạo diễn và là người viết kịch bản Richard Linklater nói rằng ông được truyền cảm hứng về bộ phim bởi một người phụ nữ ông từng gặp trong một cửa hàng đồ chơi ở Philadelphia năm 1989. Họ đã trò chuyện và dạo quanh thành phố trong suốt buổi đêm. Trong bản thảo gốc của bộ phim, danh tính của hai nhân vật chính cũng như thành phố nơi câu chuyện của họ diễn ra không được nêu tên cụ thể. Vì bộ phim có bao gồm rất nhiều đoạn hội thoại giữa chàng trai và cô gái nên Linklater nhận ra cần tìm một người phụ nữ để đồng viết nên kịch bản của bộ phim và ông đã chọn Kim Krizan, người đã từng diễn hai vai nhỏ trong hai bộ phim trước đó của ông là Slacker và Dazed and Confused. Linklater kể rằng ông yêu thích cách cô thực hiện công việc của mình, một dòng chảy liên tục của những ý tưởng đầy tự tin và thông minh.
Linklater và Krizan thảo luận về chủ đề cũng như các nhân vật của bộ phim trong thời gian dài. Linklater nói rằng ông muốn tìm hiểu khía cạnh những mối quan hệ trong cuộc sống và khám phá về hai con người hoàn toàn xa lạ và cố gắng tìm ra con người thực sự của họ. Ông quyết định đặt bối cảnh bộ phim ở một đất nước xa lạ với cả hai nhân vật chính bởi vì khi chúng ta đi du lịch chúng ta có xu hướng cởi mở hơn đối với những trải nghiệm. Ông và Krizan đã viết phác thảo và sau đó hoàn chỉnh các chi tiết trong kịch bản trong trong 11 ngày.
Linklater mất 9 tháng để tuyển chọn diễn viên bởi vì ông để ý đến rất nhiều người nhưng gặp khó khăn khi lựa chọn diễn viên phù hợp nhất cho 2 nhân vật Jesse và Celine. Khi Linklater lần đầu để ý đến Hawke ông cho rằng anh quá trẻ để đảm nhận vai diễn. Ông đã xem anh diễn trong một vở kịch ở New York và sau đó đã xem xét lại ý kiến của mình sau khi trò chuyện với anh. Về phần nhân vật Celine, Linklater đã gặp gỡ Julie Delpy và cảm thấy yêu thích tính cách của cô. Và sau khi chứng kiến hai người thử vai, Linklater biết rằng ông đã tìm ra hai diễn viên phù hợp cho bộ phim. Sau khi Delpy và Hawke đồng ý tham gia bộ phim, họ cùng tới Austin và dành vài ngày thảo luận cùng với Linklater và Krizan. Năm 2016, Delpy nói chuyện với Creative Screenwriting, "Ethan và tôi về cơ bản phải viết lại toàn bộ. Kịch bản ban đầu của bộ phim không được lãng mạn và chúng chỉ đơn giản bao gồm rất nhiều những đoạn hội thoại đơn thuần mà không có sự lãng mạn trong đó. Richard thuê chúng tôi bởi vì anh ấy biết rằng chúng tôi là những người viết chuyện và anh ấy muốn chúng tôi đem đến sự lãng mạn cho bộ phim. Chúng tôi đã đưa ra các ý tưởng và chúng đã thực sự xuất hiện trên bộ phim mặc dù chúng tôi không được ghi nhận điều đó. Nhưng nếu là tôi đã viết trong Before Sunrise và được ghi nhận điều đó thì tôi nghi ngờ rằng bộ phim có thể sẽ không được cấp kinh phí."  Mặc dù Delpy và Hawke không được ghi nhận với những đóng góp của họ trong kịch bản bộ phim thì sau đó họ đã được ghi nhận là đồng tác giả kịch bản trong 2 phần về sau là Trước lúc hoàng hôn và Trước lúc nửa đêm.

## Chủ đề
Before Sunrise chủ yếu xoay quanh hai chủ đề song sinh, đó là hành trình tự hoàn thành bổn phận và tự khám bản thân thông qua một người bạn tâm giao, mục đích tiềm ẩn của hai chủ đề này đã được khắc họa một cách rõ nét qua khoảng thời gian ngắn ngủi bị giới hạn (12 giờ đồng hồ) mà hai nhân vật có với nhau. Chúng được nhấn mạnh với khán giả bằng bài thơ mang tên "Thiên thần Ảo tưởng" (Delusion Angel), gợi lên khát khao được hoàn thành và hợp nhất, thậm chí có thể là cứu chuộc, thấu hiểu lẫn nhau giữa hai con người trong một thế giới mà ta không thể đoán định cũng như kiểm soát được.
Một yếu tố quan trọng được thể hiện trong bộ phim đó là liệu sự đáp lại một cách tự phát và vô thức của một người sẽ làm thay đổi thế giới của người kia như thế nào. Chủ đề này đã được phản ánh thông qua hành động của Jesse và Céline, hai người cùng sở hữu mộtdòng ý thức chung, được khởi xướng bằng một quyết định vô cùng tự phát rằng hãy cùng nhau rời khỏi chuyến tàu, điều này cho phép họ tạm thời được tách mình ra khỏi thế giới hiện tại và bước vào một thế giới khác, nơi chỉ có đối phương là quan trọng. Đến khi trời sáng, Jesse đã nói rằng anh và Céline đã lại quay trở về "thời gian thực".
Có thể lập luận rằng Before Sunrise bao hàm những chủ đề chính thuộc về chủ đề cuộc sống. Trong một phân cảnh, Céline và Jesse đã cùng đến thắm Friedhof der Namenlosen, Nghĩa trang của những Người không tên ở Simmering. Những con người được chôn cất tại nghĩa trang này đều vô danh khi ra đi; thông qua hành trình học hỏi và thấu hiểu lẫn nhau, Céline và Jesse đã có được những trải nghiệm mới và trân quý sự sống hơn.
Bộ phim để lại một cái kết mở cho khán giả tự quyết định rằng liệu Jesse và Céline có thực sự gặp lại được nhau sau sáu tháng hay không. Nhà phê bình Robin Wood đã viết rằng sau khi ông xuất bản một bài viết về bộ phim (trong ấn bản vào năm 1996 của tạp chí CineAction), Linklater đã trả lời ông rằng "cả vị đạo diễn lẫn hai diễn viên đều tin rằng lời hứa sẽ được giữ."